# Zoran Tegeltija
Zoran Tegeltija (29 de setembro de 1961) é um político bósnio-sérvio. Foi Presidente do Conselho de Ministros da Bósnia e Herzegovina de 23 de dezembro de 2019 a 25 de janeiro de 2023. Tegeltija é membro da Aliança dos Social Democratas Independentes. Ele também atuou como 7º Ministro das Finanças da República Srpska de 29 de dezembro de 2010 a 18 de dezembro de 2018 e também foi prefeito de Mrkonjić Grad de 2004 a 2010.

## Biografia
Tegeltija frequentou escolas em seu país natal, Mrkonjić Grad, e depois se mudou para Sarajevo, onde em 1986 se formou na Faculdade de Economia da Universidade de Sarajevo. Ele é casado e tem dois filhos.
Ele trabalhou na refinaria de petróleo Bosanski Brod, na Administração Tributária e na Administração Aduaneira da Republika Srpska como consultor do diretor. Além disso, foi professor no centro de treinamento da Administração Aduaneira RS e membro da Comissão para a implementação da política aduaneira da Bósnia e Herzegovina.

### Carreira política
Tegeltija é membro da Aliança dos Social-Democratas Independentes desde 1998. Foi eleito pela primeira vez em 2000 no conselho da cidade de Mrkonjić Grad, além de membro da Assembleia Nacional da Republika Srpska e depois serviu como presidente da Comissão de Estado para as fronteiras da Bósnia e Herzegovina.
Ele foi eleito prefeito de Mrkonjić Grad em 2004 e confirmado em 2008, servindo até 2010. Nas eleições gerais de 2006 na Bósnia e Herzegovina, Tegeltija foi o chefe da sede eleitoral do partido.  Embora seja um aliado próximo de Milorad Dodik, Tegeltija nunca se envolveu em retórica nacionalista, nem se envolveu em grandes escândalos.

Em 2006, ele completou seus estudos de pós-graduação e em 2008 ganhou o título de Doutor em Ciências Econômicas pela Universidade Alpha BK em Belgrado. Desde 2009, ele trabalhou como assistente sênior e, em seguida, professor assistente na Faculdade de Engenharia e Gestão de Negócios da Universidade de Banja Luka, ensinando finanças públicas e economia monetária.